# TCL Technology
TCL Technology (inițial o abreviere pentru Telephone Communication Limited) este o companie chineză de electronice cu sediul în Huizhou, provincia Guangdong. Proiectează, dezvoltă, produce și vinde produse de larg consum, inclusiv televizoare, telefoane mobile, aparate de aer condiționat, mașini de spălat, frigidere și aparate electrice mici. În 2010 a fost al 25-lea cel mai mare producător de electronice de larg consum din lume. În 2019 a fost al doilea cel mai mare producător de televizoare după cota de piață.
Compania a fost fondată în 1981 sub numele de marcă TTK, ca producător de casete audio. A fost fondată ca o întreprindere de stat.